# 46e cérémonie des Filmfare Awards
 (janvier 2024).
Si vous disposez d'ouvrages ou d'articles de référence ou si vous connaissez des sites web de qualité traitant du thème abordé ici, merci de compléter l'article en donnant les références utiles à sa vérifiabilité et en les liant à la section « Notes et références ».
 (janvier 2024).
La 46e cérémonie des Filmfare Awards s'est déroulée le 17 février 2001 à Bombay en Inde.

## Palmarès

### Récompenses populaires
| Catégorie                                     | Lauréat |
| --------------------------------------------- | --- |
| Meilleur film                                 | Kaho Naa... Pyaar Hai - produit et réalisé par Rakesh Roshan - avec Hrithik Roshan, Amisha Patel et Anupam Kher |
| Meilleur réalisateur                          | Rakesh Roshan (Kaho Naa... Pyaar Hai)                                                                           |
| Meilleur acteur                               | Hrithik Roshan (Kaho Naa... Pyaar Hai)                                                                          |
| Meilleure actrice                             | Karisma Kapoor (Fiza)                                                                                           |
| Meilleur acteur dans un second rôle           | Amitabh Bachchan (Mohabbatein)                                                                                  |
| Meilleure actrice dans un second rôle         | Jaya Bachchan (Fiza)                                                                                            |
| Meilleure performance dans un rôle comique    | Paresh Rawal (Hera Pheri)                                                                                       |
| Meilleure performance dans un rôle de méchant | Suniel Shetty (Dhadkan)                                                                                         |
| Meilleur espoir masculin                      | Hrithik Roshan (Kaho Naa... Pyaar Hai)                                                                          |
| Meilleur espoir féminin                       | Kareena Kapoor (Refugee)                                                                                        |
| Meilleur compositeur                          | Rajesh Roshan (Kaho Naa... Pyaar Hai)                                                                           |
| Meilleur parolier                             | Javed Akhtar, pour la chanson « Panchhi Nadiya » (Refugee)                                                      |
| Meilleur chanteur de play-back                | Lucky Ali, pour la chanson « Na Tum Jaano » (Kaho Naa... Pyaar Hai)                                             |
| Meilleure chanteuse de play-back              | Alka Yagnik, pour la chanson « Dil Ne Ye Kaha Hai » (Dhadkan)                                                   |

### Récompenses spéciales
- Filmfare d'honneur pour l'ensemble d'une carrière : Feroz Khan et Asha Bhosle
- Filmfare spécial : Anu Malik
- Nouveau talent musical (récompense « RD Burman ») : Sunidhi Chauhan

### Récompenses des critiques
| Catégorie         | Lauréat                     |
| ----------------- | --------------------------- |
| Meilleur film     | Halo de Santosh Sivan       |
| Meilleur acteur   | Shahrukh Khan (Mohabbatein) |
| Meilleure actrice | Tabu (Astitva)              |

### Récompenses techniques
| Catégorie                          | Lauréat                                                     |
| ---------------------------------- | ----------------------------------------------------------- |
| Meilleure histoire                 | Honey Irani (Kya Kehna)                                     |
| Meilleur scénario                  | Ravi Kapoor et Honey Irani (Kaho Naa... Pyaar Hai)          |
| Meilleurs dialogues                | O.P. Dutta (Refugee)                                        |
| Meilleure photographie             | Bashir Ali (Refugee)                                        |
| Meilleure direction artistique     | -                                                           |
| Meilleure chorégraphie             | Farah Khan pour « Ek Pal Ka Jeena » (Kaho Naa... Pyaar Hai) |
| Meilleur son                       | Anuj Mathur (Mohabbatein)                                   |
| Meilleur montage                   | Sanjay Verma (Kaho Naa... Pyaar Hai)                        |
| Meilleures cascades                | Allan Amin (Mission Kashmir)                                |
| Meilleure musique d'accompagnement | Sandeep Chowta (Jungle)                                     |

## Les nominations
Les nominations de l'édition 2001 des Filmfare Awards sont :
- Meilleur film : Dhadkan de Dharmesh Darshan ~ Josh de Mansoor Khan ~ Kaho Naa... Pyaar Hai de Rakesh Roshan ~ Mission Kashmir de Vidhu Vinod Chopra ~ Mohabbatein de Aditya Chopra
- Meilleur réalisateur : Dharmesh Darshan (Dhadkan) ~ Mansoor Khan (Josh) ~ Rakesh Roshan (Kaho Naa... Pyaar Hai) ~ Vidhu Vinod Chopra (Mission Kashmir) ~ Aditya Chopra (Mohabbatein)
- Meilleur acteur : Hrithik Roshan (Fiza) ~ Hrithik Roshan (Kaho Naa... Pyaar Hai) ~ Sanjay Dutt (Mission Kashmir) ~ Shahrukh Khan (Mohabbatein) ~ Anil Kapoor (Pukar)
- Meilleure actrice : Tabu (Astitva) ~ Karisma Kapoor (Fiza) ~ Aishwarya Rai (Hamara Dil Aapke Paas Hai) ~ Preity Zinta (Kya Kehna) ~ Madhuri Dixit (Pukar)
- Meilleur acteur dans un second rôle : Atul Kulkarni (Hey Ram) ~ Sayaji Shinde (Kurukshetra) ~ Chandrachur Singh (Kya Kehna) ~ Amitabh Bachchan (Mohabbatein) ~ Suniel Shetty (Refugee)
- Meilleure actrice dans un second rôle : Mahima Chaudhry (Dhadkan) ~ Jaya Bachchan (Fiza) ~ Rani Mukherjee (Har Dil Jo Pyar Karega...) ~ Sonali Kulkarni (Mission Kashmir) ~ Aishwarya Rai (Mohabbatein)
- Meilleure performance dans un rôle comique : Anupam Kher (Dulhan Hum Le Jayenge) ~ Paresh Rawal (Hera Pheri) ~ Govinda (Kunwara) ~ Johnny Lever (Kunwara) ~ Johnny Lever (Phir Bhi Dil Hai Hindustani)
- Meilleure performance dans un rôle de méchant : Rahul Dev (Champion) ~ Suniel Shetty (Dhadkan) ~ Sharad Kapoor (Josh) ~ Jackie Shroff (Mission Kashmir) ~ Govinda (Shikari)
- Meilleur compositeur : Nadeem Saifi et Shravan Rathod (Dhadkan) ~ Anu Malik (Fiza) ~ Anu Malik (Josh) ~ Rajesh Roshan (Kaho Naa... Pyaar Hai) ~ Jatin Pandit et Lalit Pandit (Mohabbatein)
- Meilleur parolier : Sameer pour « Tum Dil Ki » (Dhadkan) ~ Sampooran Singh Gulzar pour « Aaja Mahiya » (Fiza) ~ Ibrahim Ashq pour « Na Tum Jaano » (Kaho Naa... Pyaar Hai) ~ Anand Bakshi pour « Humko Humise Chura Lo » (Mohabbatein) ~ Javed Akhtar pour « Panchhi Nadiya » (Refugee)
- Meilleur chanteur de play-back : Udit Narayan pour « Dil Ne Yeh Kaha » (Dhadkan) ~ Sonu Nigam pour « Tu Hawa Hai » (Fiza) ~ Lucky Ali pour « Ek Pal Ka Jeena » (Kaho Naa... Pyaar Hai) ~ Lucky Ali pour « Na Tum Jaano » (Kaho Naa... Pyaar Hai) ~ Sonu Nigam pour « Panchhi Nadiya » (Refugee)
- Meilleure chanteuse de play-back : Alka Yagnik pour « Dil Ne Yeh Kaha Hai » (Dhadkan) ~ Alka Yagnik pour « Hai Mera Dil » (Dhadkan) ~ Sunidhi Chauhan pour « Mehboob Mere » (Fiza) ~ Preeti & Pinky (en) pour « Piya Piya » (Har Dil Jo Pyar Karega...) ~ Alka Yagnik pour « Panchhi Nadiya » (Refugee)
- Meilleure chorégraphie : Nadeem Saifi et Shravan Rathod (Dhadkan) ~ Santosh Sivan (Fiza) ~ Farah Khan (Kaho Naa... Pyaar Hai) ~ Binod Pradhan (Mission Kashmir) ~ Manmohan Singh (Mohabbatein)